# Partito del Futuro Nuovo
Il Partito del Futuro Nuovo (in thailandese พรรคอนาคตใหม่, Phak Anakhot Mai, trascrizione IPA pʰák ʔānāːkʰót màj, in inglese: Future Forward Party) è stato un partito politico della Thailandia fondato nel marzo 2018 da Thanathorn Juangroongruangkit, ex vice presidente del Gruppo Thai Summit, e da Piyabutr Saengkanokkul.
Fu fondato con un programma progressista teso a limitare l'influenza dei militari sulla politica nazionale, decentralizzare la burocrazia e migliorare la condizione sociale ed economica della popolazione. Fu disciolto dalla Corte costituzionale della Thailandia il 21 febbraio 2020, e la maggior parte dei suoi aderenti entrò nel Phak Kao Klai, il nuovo partito nato per proseguire la linea politica di Futuro Nuovo.

## Storia

### Fondazione ed elezioni del 2019
Nel settembre 2018, il partito fu ufficialmente riconosciuto dalla Commissione elettorale di Thailandia, che lo autorizzò a registrare gli iscritti e a raccogliere fondi. Nelle elezioni del 24 marzo 2019, Nuovo Futuro si aggiudicò 81 dei 500 seggi della Camera bassa, dei quali 31 dalle circoscrizioni elettorali e 50 compensativi secondo la uninominale secca.
Le elezioni ricevettero grandi critiche per il modo in cui furono concepite, secondo la Costituzione del 2017 voluta dalla giunta militare, e per il discutibile modo in cui vennero gestite da funzionari nominati dalla stessa giunta militare. I risultati definitivi furono resi noti due mesi dopo il voto, il Partito Palang Pracharath di Prayut e i suoi alleati vicini alla giunta militare ebbero una risicata maggioranza nella Camera bassa grazie alle nuove regole imposte in fase di scrutinio dei voti dalla Commissione elettorale nominata dalla giunta stessa. Secondo i risultati provvisori del 28 marzo, la coalizione dei partiti di opposizione alla giunta aveva ottenuto 255 seggi sui 500 disponibili alla Camera bassa; con il nuovo sistema introdotto dopo il voto arrivarono invece a 245 e i 10 seggi di differenza, quasi tutti attribuiti al Partito del Futuro Nuovo, furono invece assegnati a partiti minori che si allearono con la coalizione filo-militare.
A partire dalle elezioni, il partito e in particolare il suo leader Thanathorn dovettero affrontare diversi procedimenti legali che secondo lo stesso Thanathorn furono montature politiche atte a distruggere il partito. La Commissione elettorale accusò Thanathorn di aver violato la legge per essersi iscritto alle liste elettorali quando deteneva quote azionarie di un'azienda, mentre Thanathorn sostenne di avere venduto le azioni alla madre prima di iscriversi, ma la Corte costituzionale lo sospese quindi temporaneamente dalla carica di deputato. Ciononostante, Futuro Nuovo e altri sei partiti del fronte democratico e anti-militaristi nominarono Thanathorn candidato alla carica di primo ministro, che fu però appannaggio del primo ministro uscente e dittatore militare Prayut Chan-o-cha. Nel novembre successivo la sospensione di Thanathorn fu tramutata in revoca della sua carica di deputato.

### Dissoluzione
Fra le varie accuse di cui fu oggetto il partito vi fu quella di voler sovvertire la monarchia e nel luglio 2019 ebbe inizio il relativo procedimento a suo carico. Una prova citata dall'accusa fu la somiglianza tra il simbolo del partito a forma triangolare e quello degli Illuminati. Nel gennaio 2020 la corte costituzionale riconobbe l'infondatezza dell'accusa, il partito fu scagionato e non fu disciolto.
La stessa corte costituzionale dispose invece la dissoluzione del partito il 21 febbraio successivo, riconoscendolo colpevole di finanziamento illecito mediante donazioni durante la campagna elettorale. In occasione delle elezioni del 2019, Thanathorn aveva prestato personalmente al partito 191,2 milioni di baht; a propria difesa il leader del partito sostenne che il partito aveva già cominciato a rifondergli i soldi prestati, ma la corte stabilì che il finanziamento andava invece considerato una donazione e che era illegale, in quanto la legge elettorale prevedeva un tetto massimo di 10 milioni di baht all'anno per una singola donazione privata. Lo scioglimento fu accolto con aspre critiche in Thailandia e all'estero, ritenendo che si trattasse dell'ennesima intromissione dei militari nella politica nazionale, questa volta prendendo di mira un partito a vocazione anti-militarista, mentre ai movimenti finanziari dei partiti filo-governativi non erano state riservate analoghe indagini.
Tra i vari fatti che destarono maggiori critiche vi fu il rifiuto della corte costituzionale di concedere al partito di presentare le proprie deduzioni a sostegno della difesa, sostenendo che vi erano già prove sufficienti per la colpevolezza. Con la stessa sentenza 16 membri di Futuro Nuovo furono banditi da ogni attività politica per 10 anni e furono confiscati al partito 181,3 milioni di baht. La sentenza fu resa nota 3 giorni prima del previsto dibattito parlamentare sulla mozione di sfiducia presentata dalle opposizioni contro il governo filo-militare. Secondo un portavoce dell'organizzazione per la difesa dei diritti umani Human Rights Watch, la sentenza ha rappresentato un grave passo indietro degli sforzi di restaurare la democrazia dopo la dittatura militare, indebolendo l'opposizione a beneficio dei militari al potere e cancellando ingiustamente i voti di oltre 6 milioni di thailandesi. L'organizzazione sottolineò inoltre che Stati Uniti, Unione Europea e altri Stati non avessero criticato a sufficienza il governo thailandese per non aver preso alcuna iniziativa contro lo scarso rispetto dei diritti umani nel Paese a partire dalle elezioni del 2018.

### Rifondazione del partito con altro nome
Già prima della sentenza del febbraio 2020, Thanathorn dichiarò che in caso di dissoluzione del partito avrebbe continuato con i suoi simpatizzanti il percorso politico fondando un nuovo partito o un movimento sociale che avrebbe agito al di fuori del parlamento. Subito dopo lo scioglimento, Futuro Nuovo comunicò che era pronto un nuovo partito incaricato di accogliere quanti si riconoscessero nel suo progetto. Qualche giorno dopo, 9 deputati di Futuro nuovo lasciarono il partito e l'opposizione entrando nel Partito Bhumjaithai della coalizione di governo.
L'8 marzo 2020, 55 dei 56 deputati rimasti annunciarono la loro adesione al nuovo Phak Kao Klai (in thailandese พรรคก้าวไกล, in inglese: Move Forward Party) capeggiato da Pita Limjaroenrat, con l'impegno di proseguire sulla strada tracciata da Futuro Nuovo. L'ultimo membro si unì invece al Partito Chartthaipattana. Parallelamente Thanathorn diede vita pochi giorni dopo al Movimento progressista, nato con l'impegno a livello sociale di ottenere nuove riforme e modificare la costituzione.

### Rabbia popolare per lo scioglimento di Futuro Nuovo e proteste del 2020-2021
Lo scioglimento del partito scatenò la reazione popolare soprattutto tra i giovani che diedero subito inizio a una serie di manifestazioni anti-governative, le più grandi dal colpo di Stato del 2014. Le richieste dei dimostranti furono lo scioglimento del Parlamento, la fine delle intimidazioni delle forze dell'ordine contro le opposizioni, profonde modifiche alla Costituzione e una radicale riforma della monarchia che prevedeva pesanti tagli ai privilegi del re, un evento senza precedenti nella storia del Paese. I dimostranti espressero inoltre la convinzione che il connubio tra le forze armate e la monarchia fosse un ostacolo da abbattere per avere una democrazia reale. Il governo di Prayut reagì emanando un severo stato di emergenza, nonché inviando le forze dell'ordine a disperdere le pacifiche manifestazioni. Il positivo impatto che ebbero le proteste su buona parte dell'opinione pubblica costrinsero però Prayut a promettere emendamenti alla Costituzione ma il movimento non lo ritenne credibile e le dimostrazioni proseguirono per diversi mesi.

### Trionfo alle elezioni generali del 2023 di Kao Klai ed esclusione dal governo per volere dei senatori eletti dalla giunta militare nel 2019
Kao Klai fu il partito che appoggiò maggiormente le proteste studentesche del 2020-2021 e nella campagna per le elezioni del maggio 2023 riprese le richieste dei dimostranti, in particolare quella di modificare la legge sulla lesa maestà, utilizzata dal regime per porre fine alle proteste. Molti dei manifestanti aderirono al partito, furono attivi in campagna elettorale e alcuni si candidarono per un seggio in Parlamento. Con il proprio programma di riforme, Kao Klai si propose inoltre come nuova alternativa al duopolio tra il populismo di Pheu Thai e l'autoritarismo dei partiti militari, raccogliendo consensi in tutte le fasce di età.
Alle elezioni vi fu la netta affermazione dei due partiti del fronte democratico Kao Klai (con 152 seggi) e Pheu Thai (141 seggi), che insieme raccoglievano 293 dei 500 seggi della Camera. Fu concordata un'alleanza con Pheu Thai e altri sei partiti minori con cui il fronte democratico sarebbe arrivato a 313 seggi e fu presentata la candidatura a primo ministro del leader di Kao Klai Pita Limjaroenrat. Per la scelta del primo ministro era però necessario disporre della maggioranza assoluta delle camere riunite con almeno 376 voti.
L'esito elettorale fu definito dagli osservatori un terremoto e rappresentò il ripudio da parte del popolo thailandese di 9 anni di dominio dei militari e dei partiti a loro associati Palang Pracharath e il nuovo Ruam Thai Sang Chart, che insieme raccolsero solo 76 seggi contro i 116 di Palang Pracharath nel 2019. Il consenso accordato a Kao Klai andò oltre ogni aspettativa; il partito superò anche il Pheu Thai di Paetongtarn Shinawatra, che era in testa nei sondaggi pre-elettorali. I partiti legati alla famiglia Shinawatra avevano largamente vinto tutte le elezioni che si erano tenute dal 2001 in poi.
La prima seduta congiunta di Camera e Senato per esaminare la candidatura di Pita e si concluse con 324 voti favorevoli, contro i 375 necessari per essere eletto, e fu decisivo il mancato appoggio dei senatori. Il successivo mercoledì 19 non si tenne la programmata seconda votazione per la candidatura di Pita dopo che i suoi oppositori fecero approvare una mozione con la quale fu stabilito che non era possibile presentarsi due volte come candidato primo ministro; nel corso del dibattito giunse inoltre la notizia che la Corte costituzionale aveva temporaneamente sospeso la sua carica di parlamentare con l'accusa di essere stato azionista di un'emittente televisiva quando era stato eletto deputato nel 2019.
Gli ostacoli posti dai senatori e dagli altri parlamentari conservatori indussero Pheu Thai ad annunciare che avrebbe formato una nuova alleanza senza Kao Klai, adducendo come motivo l'impossibilità di raggiungere una maggioranza vista l'intransigenza di Kao Klai nel voler modificare la legge sulla lesa maestà, considerata intoccabile dalla maggior parte dei parlamentari. Pheu Thai fece sapere che il candidato primo ministro nella successiva votazione sarebbe stato il suo membro Srettha Thavisin. Alla nuova coalizione di Pheu Thai si aggiunsero 10 partiti tra cui Bhumjaithai e, per ultimi, Palang Pracharath e Ruam Thai Sang Chart, i partiti associati ai militari. La coalizione con il tradizionale nemico Pheu Thai, fu vista come un tentativo delle élite conservatrici di arginare l'emergere dei progressisti di Kao Klai, costringendoli all'opposizione. Il 22 agosto Srettha Thavisin fu eletto primo ministro.

### Scioglimento di Kao Klai e nuova rifondazione del partito
Il 31 gennaio 2024, la Corte costituzionale ordinò a Kao Klai di porre fine alla campagna per modificare la legge di lesa maestà, sostenendo che rappresentava un tentativo di rovesciare la monarchia costituzionale. Gli osservatori giudicarono la sentenza un grave colpo per il movimento che appoggiava Kao Klai e un passaggio chiave per la dissoluzione del partito, per nuove azioni legali contro i suoi membri e contro gli attivisti dell'opposizione e per rendere impossibile a qualsiasi partito la possibilità di modificare la legge.
Una petizione alla Commissione elettorale per inoltrare una formale richiesta di scioglimento di Kao Klai alla Corte costituzionale fu presentata da un membro del Partito Palang Pracharath. Fu prospettata l'ipotesi che l'eventuale dissoluzione del partito avrebbe deteriorato la stabilità politica e sociale in Thailandia. Membri di Kao Klai fecero sapere che il movimento nato per modificare la legge avrebbe continuato anche con l'eventuale dissoluzione del partito e che con la sentenza del tribunale la monarchia rischiava di diventare una causa maggiore di conflitto nella politica nazionale. Pita affermò che danneggiare la monarchia non era mai stato nei piani del partito. Il 7 agosto 2024, la Corte costituzionale accolse la richiesta della Commissione elettorale e ordinò lo scioglimento del partito per avere rischiato di minare il sistema democratico con la campagna per modificare la legge di lesa maestà. Dispose inoltre il divieto all'attività politica per 10 anni per 11 membri dell'esecutivo, mentre agli altri parlamentari di Kao Klai fu concesso di mantenere la carica, ma con l'obbligo di trovare un nuovo partito entro 60 giorni. Il verdetto sollevò sia nel Paese che all'estero pesanti critiche e interrogativi sul futuro della Thailandia sotto il profilo sociale e politico. La situazione peggiorò ulteriormente quando la settimana successiva il primo ministro Srettha Thavisin del Partito Pheu Thai fu destituito con una ulteriore sentenza della Corte costituzionale.
Il 9 agosto, i membri del disciolto Partito Kao Klai fondarono il nuovo Partito del Popolo (in thailandese พรรคประชาชน, Phak Prachachon), che secondo il suo nuovo leader Natthaphong Ruengpanyawut avrebbe mantenuto il vecchio programma. La nuova formazione portò con sé i problemi giudiziari di Kao Klai, con 44 dei suoi membri posti sotto indagine per la loro condotta dalla Commissione nazionale anti-corruzione, avendo militato in un partito che aveva appoggiato il disegno di legge per la riforma dei regolamenti sulla lesa maestà.